# 북부구 (피지)

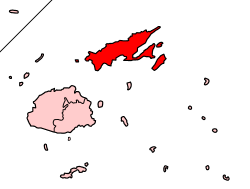
북부구의 위치

북부구(Northern Division)는 피지를 구성하는 4개 구 가운데 하나로, 마두아타주, 다카운드로베주, 부아주로 나뉜다. 행정 중심지는 람바사이다.